# Brani Do
Brani Do (en serbe cyrillique : Брани До) est un village de Bosnie-Herzégovine. Il est situé sur le territoire de la ville de Trebinje et dans la république serbe de Bosnie. Selon les premiers résultats du recensement bosnien de 2013, il ne compte plus aucun habitant.

## Géographie
Le village est situé à l'ouest du lac de Bileća. Il est entouré par les localités suivantes :
| Vlaška Pijavice |          | Čepelica (municipalité de Bileća)        |
|                 | Brani Do | Orah Žudojevići (municipalité de Bileća) |
| Brova           | Brova    |                                          |

## Démographie

### Évolution historique de la population dans la localité
| 1948 | 1953 | 1961 | 1971 | 1981 | 1991 | 2013 |
| ---- | ---- | ---- | ---- | ---- | ---- | ---- |
| -    | -    | 117  | 97   | 53   | 30   | 0    |

|  |

### Répartition de la population par nationalités (1991)
En 1991, les 30 habitants du village étaient tous serbes.